# Campionati africani femminili di pallacanestro Under-18
I Campionati africani femminili di pallacanestro Under-18 (in inglese FIBA AfroBasket Women Under-18) sono una competizione sportiva continentale a cadenza biennale organizzata dalla FIBA Africa, la federazione africana della pallacanestro.
Si tratta di un torneo tra nazionali composte di giocatrici al di sotto dei 18 anni di età, ed è di solito valevole per la qualificazione ai Campionati mondiali Under-19.
Il primo campionato africano di pallacanestro Under-18 si tenne nel 1985. A partire dal 2004 il torneo si svolge ogni due anni.

## Albo d'oro
| Anno                    | Nazione ospitante | Finale 1º/2º | Finale 1º/2º                                                                  | Finale 1º/2º   | Finale 3º/4º | Finale 3º/4º                                                                  | Finale 3º/4º |
| Anno                    | Nazione ospitante | Vincitore    | punteggio                                                                     | Secondo posto  | Terzo posto  | punteggio                                                                     | Quarto posto |
| ----------------------- | ----------------- | ------------ | ----------------------------------------------------------------------------- | -------------- | ------------ | ----------------------------------------------------------------------------- | --- |
| 15-17 juin1985 dettagli | Ghana             | Senegal      | source :journal algerien al-chaab numéro 6735 du jeudi 20 juin 1985 page 14 . | Mozambico      | Angola       | 1er- senegal 6pts...2é- mozambique 4pts ..3é- angola 2pts ..4é- ghana 00pts . | 4é- ghana : *** poule unique : résultats : 1er j ;mozambique - ghana 85-53 ...,** senegal - angola .70-38.*2éj ; senegal - mozambique 52-38 .., ** angola - ghana 74-38 ..* 3éj ; mozambique - angola 60-53 ,....*senegal-ghana 85-32. |
| 1988 dettagli           | Angola            | RD del Congo | -                                                                             | Angola         |              | -                                                                             | |
| 1991 dettagli           | Senegal           | RD del Congo | -                                                                             | Senegal        | Angola       |                                                                               | |
| 1996 dettagli           | Mozambico         | Mali         | -                                                                             | Mozambico      | RD del Congo | -                                                                             | |
| 1998 dettagli           | Senegal           | Angola       | -                                                                             | Senegal        | Egitto       | -                                                                             | |
| 2000 dettagli           | Mali              | Mali         | -                                                                             | Costa d'Avorio | Angola       | -                                                                             | |
| 2004 dettagli           | Tunisia           | Tunisia      | -                                                                             | RD del Congo   | Mozambico h  | -                                                                             | |
| 2006 dettagli           | Benin             | Mali         | -                                                                             | Costa d'Avorio | RD del Congo | -                                                                             | |
| 2008 dettagli           | Tunisia           | Mali         | -                                                                             | Tunisia        | Mozambico    | -                                                                             | |
| 2010 dettagli           | Egitto            | Egitto       | -                                                                             | Nigeria        | Mozambico    | -                                                                             | Senegal |
| 2012 dettagli           | Senegal           | Senegal      | -                                                                             | Egitto         | Mali         | -                                                                             | Tunisia |
| 2014 dettagli           |                   |              |                                                                               |                |              |                                                                               | |

## Medagliere per nazioni
| Pos. | Paese          | Oro | Argento | Bronzo | Totale |
| ---- | -------------- | --- | ------- | ------ | ------ |
| 1    | Mali           | 4   | 1       | 0      | 5      |
| 2    | Senegal        | 2   | 2       | 0      | 4      |
| 3    | RD del Congo   | 2   | 1       | 2      | 5      |
| 4    | Angola         | 1   | 1       | 3      | 5      |
| 5    | Tunisia        | 1   | 1       | 0      | 2      |
| 6    | Egitto         | 1   | 0       | 2      | 3      |
| 7    | Mozambico      | 0   | 2       | 3      | 5      |
| 8    | Costa d'Avorio | 0   | 2       | 0      | 2      |
| 9    | Nigeria        | 0   | 1       | 0      | 2      |